# Fosnavåg
Fosnavåg est une ville norvégienne située dans le comté de Møre og Romsdal et ayant en 2017 une population de 3 610 habitants.